# アゴスティーノ・ラメッリ

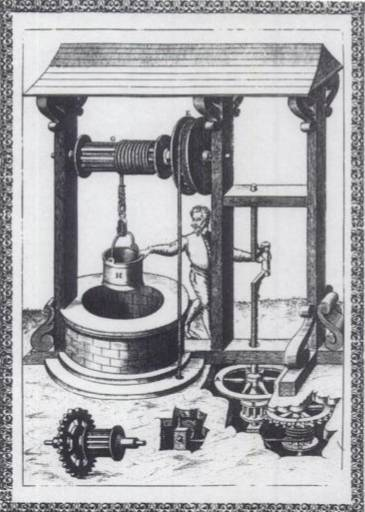
ラメッリによる巻き上げ機（ウィンドラス）のついた井戸の挿絵（1588年)

アゴスティーノ・ラメッリ（Agostino Ramelli、1531年 - 1610年頃）はイタリアの技師であり、彼が文章と挿絵を手がけた書物『種々の精巧な機械』で知られている。有名な回転式書見台の図案もこの本に収められている。
ラメッリは、ポンテ・トレーザもしくは現代のスイスにあたるメサンゼナ(Mesanzena )に生まれた。1572年から73年のラ・ロシェル包囲戦のときには、稜堡の下に坑道を掘る計画をたて、要塞を破壊することに成功した。この功績は指揮官であるアンジュー公アンリの耳にまで届くほど彼の名を高めることになった（このアンジュー公は後のアンリ3世である）。
1588年、ラメッリは『種々の精巧な機械』を出版する。この本には195もの図案が収められており、そのうちの半分以上が送水ポンプや井戸などの水揚装置に関するものであった。その他に本書には橋や風車、さらにはヴァンケルエンジンの先駆けを思わせるアイディアが含まれている。なかでも回転式書見台に関する図案は、この本の中でも最も有名なものの一つである。『種々の精巧な機械』は時代が下ってもよく印刷され、書架に並べられた。